# Eufemia (helgon)

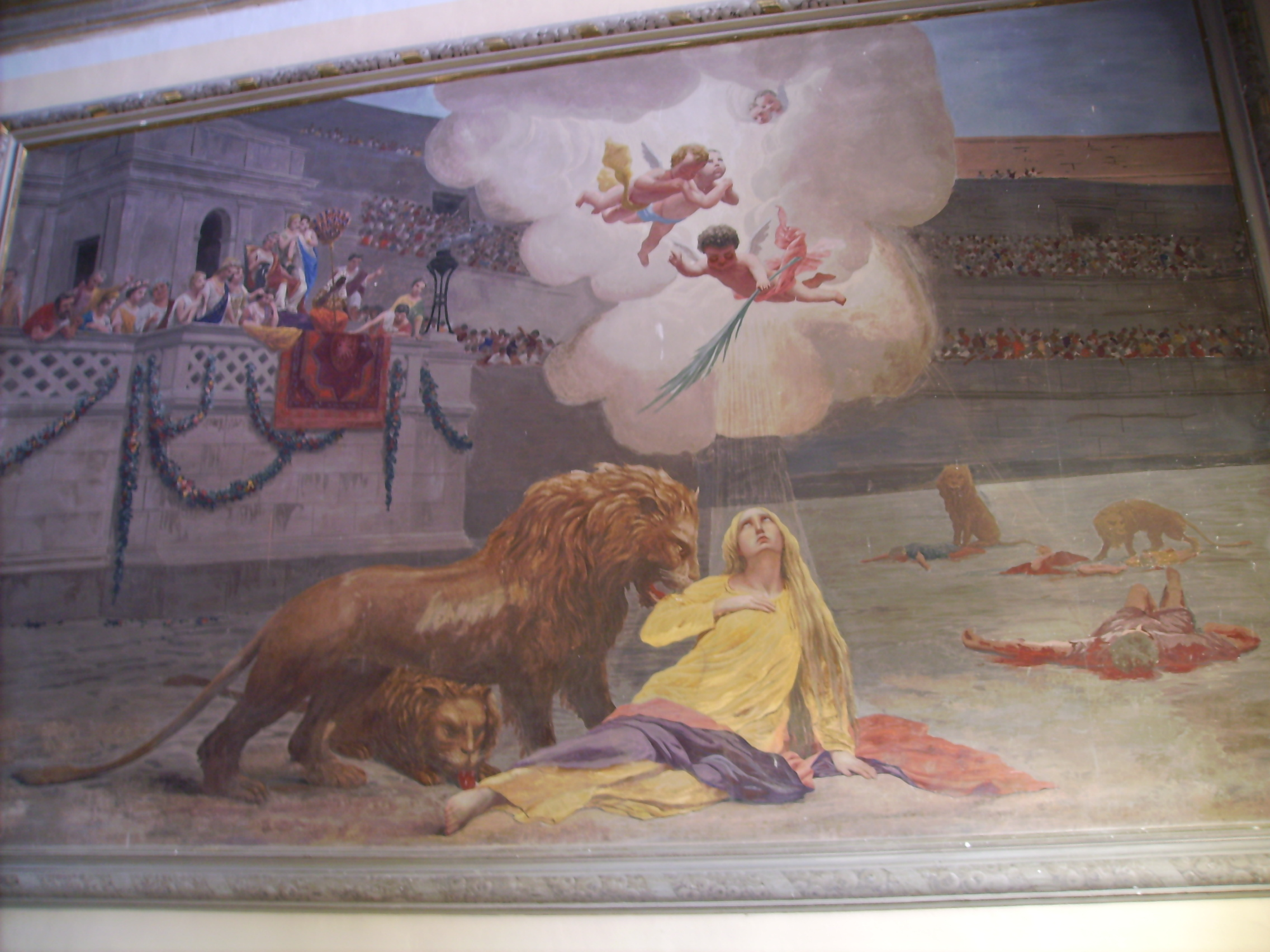
Eufemias martyrdöd

Eufemia, född omkring 290 i Chalkedon (dagens Kadıköy i Istanbul), död omkring 307, är ett katolskt helgon. 
Hennes festdag är den 16 september. Eufemia led under kejsar Galerius martyrdöden efter grym tortyr genom att kastas för vilda djur. Enligt legenden gjorde djuren henne inte illa, varför hon avrättades med ett svärd i bröstet. Hon avibldas tillsammans med vilda djur (lejon, björn och ormar) eller genomborrad med ett svärd. Hennes reliker fördes på 600-talet undan perserna till Konstantinopel.
Asteroiden 630 Euphemia är uppkallad efter henne.